# Jacques Lavigne (philosophe)
Pour les articles homonymes, voir Jacques Lavigne et Lavigne.
Jacques Lavigne, né le 14 novembre 1919 à Montréal et mort le 25 mai 1999) est un philosophe canadien.
Auteur de L'Inquiétude humaine, il est parfois considéré comme le premier philosophe de la modernité à voir le jour au Québec.

## Publications
L’ouvrage majeur de Jacques Lavigne, L’inquiétude humaine, est édité en Europe dans la collection Philosophie de l’Esprit chez Aubier-Montaigne. 
- L’inquiétude humaine, Paris, Aubier, Éditions Montaigne, 1953, 230 p., « Philosophie de l’esprit».
- Poste-face au texte Philosophie (1980) », dans : Jacques Beaudry, Autour de Jacques Lavigne, Philosophe, Éditions du bien public, Trois-Rivières, 1985, 168 p., cf. p. 82-84 avec la note suivante :« Le 8 décembre 1980, j’adressais à Jacques Lavigne une première lettre dans laquelle je lui demandais de faire une relecture de son article «Philosophie », écrit en 1944, et de noter ce que lui inspirait, aujourd’hui, avec le chemin parcouru, ce texte toujours vivant. C’est un extrait de sa réponse datée du 20 décembre suivant, qui est reproduit ici.»
- Jacques Lavigne, entrevue réalisée par Jean Larose et reproduite dans La Philosophie existe-t-elle au Québec ?, Montréal, Maison de Radio-Canada - Service des transcriptions et dérivés de la radio, 1981, p. 1-12. (Textes d'une série de cinq émissions radiodiffusées, réalisation par Fernand Ouellette, animation par Jean Larose, présentées dans le cadre d' Actuelles, au réseau français FM de Radio-Canada, du 30 nov. au 4 décembre 1981.)
- Fonction de l’activité philosophique dans la conquête de l’objectivité à l’adolescence, conférence prononcée au Collège de Valleyfield le 1er décembre 1983, in Le Jeune et l'activité philosophique, Valleyfield, Département de philosophie du Collège de Valleyfield, 1984, 29 p., « Conférences publiques ». [102, L411j]
- Entretien avec Jacques Lavigne, par Ghislain Madore et Jean Renaud, in Le beffroi no 4, décembre 1987, p. 81-96.
- Philosophie et psychothérapie, Essai de justification expérimentale de la validité et de la nécessité de l'activité philosophique, Canada, Édition du beffroi, 1987, 300 p.
- L’inquiétude aux aguets : entretien avec Jacques Lavigne, par Bernard LaRivière, dans : La libre pensée québécoise, numéro double 14-15, 1991, p. 8-10.
- Dossier Jacques Lavigne (avec des articles de Bernard Larivière, Marc Chabot, Pierre Vadeboncœur, Robert Hébert, André Vidricaire, Rosaire Chénard, Jacques Cuerrier, Jacques Beaudry et un inédit de Jacques Lavigne), La libre pensée québécoise, numéro double 14-15, 1991, p. 7-32.